# Union County, Ohio
Union County är ett administrativt område i delstaten Ohio, USA, med 52 300 invånare. Den administrativa huvudorten (county seat) är Marysville. 

## Geografi
Enligt United States Census Bureau har countyt en total area på 1 132 km². 1 131 km² av den arean är land och 1 km² är vatten.      

### Angränsande countyn
- Marion County - nordost
- Delaware County - öst
- Franklin County - sydost
- Madison County - söder
- Champaign County - sydväst
- Logan County - väst
- Hardin County - nordväst

### Städer och samhällen
- Dublin (delvis i Delaware County, delvis i Franklin County)
- Magnetic Springs
- Marysville (huvudort)
- Milford Center
- Mowrystown
- Plain City (delvis i Madison County)
- Richwood
- Unionville Center